# 미셸 뒤쇼수아

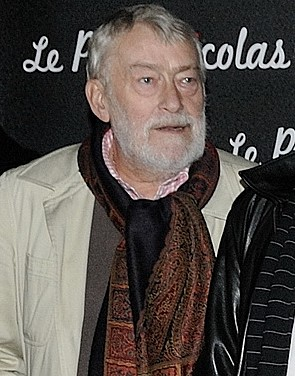

미셸 뒤쇼수아(프랑스어: Michel Duchaussoy, 1938년 11월 29일 ~ 2012년 3월 13일)는 프랑스의 배우이다.
발랑시엔에서 태어났으며 파리 10구에서 사망하였다. 사인은 심근 경색이다.  페르 라셰즈 묘지에 매장되었다.

## 영화
- 두 명의 뒤마 (2010, L'Autre Dumas)
- 사라의 열쇠 (2010년) - 에드워드 트작 역
- 디어 미 (2010년) - 메이트리 메리그낙 역
- 어머니와 딸 (2009년)
- 고통 (2009년)
- 꼬마 니콜라 (2009년) - 교장 선생님 역
- 퍼블릭 에너미 넘버 원 2 (2008년)
- 퍼블릭 에너미 넘버원 (2008년)
- 두 나라 (2007년)
- 폴터게이 (2006년)
- 아더와 미니모이: 제1탄 비밀 원정대의 출정 (2006년)
- 검은 상자 (2005년)
- 신부 들러리 (2004년)
- 친밀한 타인들 (2004년) - Dr. 모니엘 역
- 미로 (2003년)
- 더 코드 (2002년)
- 아멘 (2002년)
- 엄지 동자 (2001년)
- 레미제라블 (2000년)
- 길로틴 트래지디 (2000년)
- 겨울의 사실 (1998년)
- 찬스 (1991년)
- 밀루의 어떤 5월 (1990, Milou en mai)
- 라이프 앤 낫씽 벗 (1989년)
- 검은 숲 (1989년)
- 사강의 요새 (1984년)
- 깜짝 파티 (1983년)
- 나다 (1974년)
- 샤롯테 (1974년)
- 스파이 오퍼레이션 2 (1974년)
- 어두워지기 전에 (1971, Juste avant la nuit)
- 파멸 (1970년)
- 부정한 여인 (1969년)
- 야수의 최후 (1969년)
- 지상 최대의 작전 (1962년)